# Wang Ja-pching
Wang Ja-pching (čínsky pchin-jinem Wáng Yàpíng, znaky zjednodušené 王亚平, tradiční 王亞平; * 27. ledna 1980, Jen-tchaj, Šan-tung) je čínská vojenská pilotka a kosmonautka – 531. člověk ve vesmíru. V červnu 2013 vzlétla v lodi Šen-čou 10 ke svému prvnímu kosmickému letu jako druhá čínská kosmonautka, v říjnu 2021 ji pak loď Šen-čou 13 dopravila k Vesmírné stanici Tchien-kung k půlročnímu letu.

## Život
Wang Ja-pching pochází z městské prefektury Jen-tchaj v provincii Šan-tung. Je chanské národnosti. Od roku 1997 sloužila ve vojenském letectvu, po čtyřletém studiu na Vojenské vysoké letecké škole v Čchang-čchunu od roku 2001 sloužila u vojenského dopravního letectva, má nálet přes 1600 hodin. Mimo jiné se účastnila záchranných prací po zemětřesení v S’-čchuanu.

## Kosmonautka
V březnu 2010 byla přijata do čínského oddílu kosmonautů.
Pro let Šen-čou 9 roku 2012 byla Wangová společně s Nie Chaj-šengem a Čang Siao-kuangem členkou záložní posádky, která se v roce 2013 stala hlavní posádkou mise Šen-čou 10. Do vesmíru vzlétli 11. června 2013, o dva dny později se jejich loď automaticky spojila s čínskou malou vesmírnou stanicí Tchien-kung 1. Kosmonauti poté pracovali na stanici, Wang Ja-pching mimo jiné předváděla čínským školákům pohyb předmětů a chování kapalin v beztíži a odpovídala na jejich dotazy. 40minutový přímý přenos z oběžné dráhy sledovalo na 60 milionů dětí z 80 tisíc škol. Přistání proběhlo 26. června ve stepi Vnitřního Mongolska.
V říjnu 2021 bylo den před plánovaným startem oznámeno zařazení Wangové do hlavní posádky lodi Šen-čou 13 na půlroční misi k Vesmírné stanici Tchien-kung (TSS). Loď odstartovala 15. října 2021 v 16:23:56 UTC a o šest a půl hodiny později se připojila ke stanici. Wangová, která se dvěma dalšími kosmonauty pokračuje v uvádění TSS do běžného provozu a přípravě na připojení dalších dvou modulů, se stala první ženou na palubě TSS a současně první čínskou kosmonautkou, která absolvovala výstup do volného prostoru. Odehrál se 7. listopadu 2021, trval 6 hodin a 25 minut, během nichž Wangová a velitel mise Čaj Č’-kang mimo jiné nainstalovali dodatečné komponenty na robotickou ruku stanice a použili ji k nácviku manévrů, ověření jejích schopností a kompatibility s potřebami astronautů během výstupů do volného prostoru. Posádka se ve své lodi oddělila od stanice 15. dubna 2022 v 16:44 UTC a po pěti obletech a příslušných orbitálních manévrech přistála v čínské oblasti Vnitřní Mongolsko 16. dubna 2022 v 01.56:49 UTC. Dosud nejdelší let v historii čínské kosmonautiky tak trval 182 dní, 9 hodin a 33 minut.